# Denis Žvegelj
Denis Žvegelj, slovenski veslač, * 24. junij 1972, Jesenice, SR Slovenija.
Veslal je za Veslaški klub Bled. Najbolj je znan po nastopih v dvojcu brez krmarja skupaj s Čopom s katerim sta osvojila več medalj na največjih tekmovanjih. Med drugim tudi prvo olimpijsko kolajno za Slovenijo. Aktivno športno pot je končal leta 1998.
Tudi njegov sin Isak je veslač.

## Največji uspehi

### Svetovno prvenstva
- 1990 7. mesto četverec brez krmarja skupaj z Sadikom Mujkičem, Bojanom Prešernom in Iztokom Čopom
- 1991 2. mesto dvojec brez krmarja skupaj z Iztokom Čopom
- 1993 3. mesto dvojec brez krmarja skupaj z Iztokom Čopom
- 1995 8. mesto četverec brez krmarja skupaj z Sadikom Mujkičem, Milanom Janšo in Janijem Klemenčičem
- 1997 4. mesto četverec brez krmarja skupaj z Sadikom Mujkičem, Milanom Janšo in Janijem Klemenčičem

### Olimpijske igre
- Barcelona 1992 bron Prva slovenska olimpijska medalja: dvojec brez krmarja skupaj z Iztokom Čopom
- Atlanta 1996 4. mesto četverec brez krmarja skupaj z Sadikom Mujkičem, Milanom Janšo in Janijem Klemenčičem